# Let Me Dream
Let Me Dream ist eine finnische Dark- und Gothic-Metal-Band aus Riihimäki, die 1989 als namenloses Projekt gegründet wurde. Nachdem 1992 der Name Congestion gewählt worden war, erfolgte 1994 die Umbenennung auf den jetzigen Namen.

## Geschichte
Die Band wurde Anfang 1989 von dem Gitarristen und Sänger Jani Koskela und dem Schlagzeuger Janne Peltoranta noch ohne Namen gegründet. Als weiteres Mitglied war Teemu Peltoranta in der Besetzung, manchmal als Sänger, manchmal als Schlagzeuger. Bis 1991 experimentierte die Gruppe mit verschiedenen Stilen, Anfang 1992 fiel die Entscheidung für den Bandnamen auf Congestion. Es folgten nun häufigere Proben und Teemu Peltoranta nahm den Keyboarderposten fest ein. Als zweiter Gitarrist stieß Marko Pitkänen hinzu, jedoch verließ er die Besetzung nach ein paar Monaten, da ihm die Zeit zum Proben fehlte. Im Juni wurde ein erstes Demo aufgenommen. Dieses namenlose Demo enthält drei Songs, wobei einer davon eine Coverversion des Celtic-Frost-Liedes Dethroned Emperor ist. Ein paar Monate später kehrte Pitkänen zur Besetzung zurück. Daraufhin begannen die Arbeiten zum zweiten Demo, das gegen Ende des Jahres aufgenommen wurde und den Titel Third Dimension trägt. Pitkänen wird zwar in der Besetzung schriftlich aufgeführt, jedoch ist er auf dem Demo nicht zu hören, da er die Band wieder verlassen hatte. 1993 kam Marko Tuominen als neuer Bassist und Sänger hinzu. Zudem wurde das dritte Demo, Bed of the Ancient River, aufgenommen, woraufhin die Gruppe begann, live aufzutreten. Teemu Peltorantas Abgang im folgenden Jahr wurde durch Jari Koskelas Einstieg kompensiert. Daraufhin ging die Band zusammen mit der argentinischen Gruppe Vibrion auf Tour durch Finnland. Durch ein viertes Demo erreichte die Band einen Plattenvertrag für ein Album bei dem französischen Label Adipocere Records. Daraufhin begab sich die Gruppe im März 1994 in das Soundwall Studio in Seinäjoki. Während der Aufnahmen entschied sich die Band zur Umbenennung in Let Me Dream. Der Bandname geht auf Jani Koskela zurück, welcher durch das Celtic-Frost-Lied Rex Irae sowie H.P. Lovecraft dazu inspiriert worden war. Der letzte Auftritt unter dem Namen Congestion fand in einem Club in Seinäjoki statt.
Anfang 1995 erschien das Debütalbum My Dear Succubus bei Adipocere Records weltweit. Von dem Album setzten sich nur rund 3.000 Einheiten ab. Als zweiter Gitarrist stieß Jarno Keskinen dazu. Da die Zusammenarbeit zwischen ihm und den anderen Mitgliedern jedoch nicht funktionierte, verließ er die Besetzung nach ein paar Monaten und die Band verblieb als Quartett. Ende des Jahres wurde das Demo The Maze aufgenommen, womit sich die Band auf die Suche nach einem neuen Vertrag machte. 1996 wurde die erste Tournee durch Nord- und Zentral-Finnland abgehalten, wobei sie als Vorband für Two Witches fungierte. Ende des Jahres wurde das Demo Medley Rain aufgenommen. 1997 gründete die Band ihr eigenes Label Succubus Records, worüber 1998 Medley Rain als EP erschien. Das Promovideo zum Titellied wurde, zusammen mit einem Interview, im nationalen Fernsehen ausgestrahlt. Im selben Jahr kam außerdem Juhana Stolt als zweiter Gitarrist dazu. 1999 wurde eine Tour durch Finnland mit Midnight Configuration und Two Witches durchgeführt. Nachdem Tuukka Koskinen als zusätzlicher Sänger dazugestoßen war, wurde auf dem Hell Gates Festival in Tallinn der erste Auftritt im Ausland absolviert. Zudem wurde ein Plattenvertrag bei dem italienischen Label Nocturnal Music unterzeichnet, da der Einsatz eines eigenen Labels für die Mitglieder nicht befriedigend war. Im Anschluss erschien The Maze als EP, die unter der Leitung von Jani Loikas in den bandeigenen LMD Studios aufgenommen worden war. Im Jahr 2000 wurde das zweite Album Greyscales weltweit veröffentlicht. Es schlossen sich Tourneen durch Finnland an: Zuerst mit Finntroll und im Anschluss mit Ensiferum sowie später mit Ancient Rites. Ein Promovideo zu The Maze wurde zudem im nationalen TV ausgestrahlt. Nach der Ancient-Rites-Tour entschied sich der Schlagzeuger Peltoranta im März 2001 für seinen Ausstieg, da ihm die Zeit zum Proben fehlte. Im selben Jahr wurde mit Marko Jokinen ein passender Ersatz gefunden, woraufhin Auftritte in Russland und Estland folgten. Gegen Ende des Jahres begannen im Soundwall Studio die Aufnahmen zum dritten Album. Zwischen den Aufnahmen gab die Gruppe 2002 Konzerte in Belgien und Deutschland, zudem wurden zwei neue Songs online veröffentlicht. Die Arbeiten zum Album hielten bis Ende 2002 an, ehe man sich entschied, diese in die Cursed Studios in Hyvinkää zu verlegen, wo mit Jani Loikas die letzten Songs vollendet wurden. Im April 2003 spielte die Band in Deutschland, Belgien und den Niederlanden weitere Auftritte. Angekündigt wurde ein neues Album namens Soulshine. Im November war die Band live in Sankt Petersburg zu sehen, ehe die Planungen für eine Europatournee für Anfang 2004 begannen. Gegen Ende des Jahres erschien eine limitierte Edition des Albums bei Succubus Records. 2004 schloss sich eine „Eurotour Edition“ an, die ein Musikvideo zu Dust of Time enthält, das in Russland, Belgien und den Niederlanden gefilmt wurde. Am 10. Januar begann die dritte Tournee durch Mitteleuropa im Berliner Club Asgard, ehe sie eine Woche später auf dem Celtic Rock Festival, dem bisher größten Konzertereignis in der Let-Me-Dream-Historie, in Gummersbach endete. Ausschnitte dieses Auftritts sind in dem Musikvideo zum Song Powered by the Moon enthalten. 2005 stand eine kurze Tour durch Europa zusammen mit I Witness auf dem Programm. 2006 wurde ein Plattenvertrag bei dem deutschen Label Black Bards Entertainment unterschrieben, worüber im Mai Soulshine erschien. Danach war die Gruppe live in Sankt Petersburg mit Vergeltung zu sehen und es wurde im September eine Europatour mit Die Apokalyptischen Reiter und Týr abgehalten. Dabei trat die Band unter anderem erstmals in Rumänien auf.

## Stil
Im Interview mit Dragos P. von metalfan.ro gab Jani Koskela an, dass die Musik durch Dark Metal im Stil von alten Celtic Frost sowie Gothic Rock im Stil von Joy Division und Fields of the Nephilim beeinflusst wird. Die Songs der Band würden keine religiösen, politischen oder mystischen Botschaften enthalten, vielmehr seien sie ein Ventil, um negative Gefühle zu verarbeiten. Nils Herzog von musikreviews.de ordnete Soulshine dem Gothic- und Dark-Metal zu. In der Musik vermeide es die Band mit „gothic-typischer Gefühligkeit und leicht durchschaubaren pseudoliterarischen Phrasen“ um sich zu schmeißen. Die Songs seien stark von Keyboardklängen geprägt, wobei die Lieder kaum Wiedererkennungswert oder Originalität besäßen. Der Gesang sei von einem starken finnische Akzent geprägt und schwanke zwischen Screams, Growls und „melodischen, streckenweise sehr tief intonierten Tönen“. Insgesamt leide das Album unter zu vielen Wiederholungen und einem belanglosen Songwriting, weshalb er ähnliche Bands wie Moonlyght oder Sentenced vorziehen würde. Frank Trojan vom Rock Hard rezensierte das Album ebenfalls und beschrieb die Musik als düsteren Gothic Metal. Bei dem Gesang Tuuka Koskinens fühlte sich Trojan stellenweise an den von Eric Clayton (Saviour Machine) erinnert, wobei Let Me Dream im Gegsatz zu Claytons Band „ein wenig beherzter und metallischer“ vorgehe.

## Diskografie
Congestion
- 1992: Promo 1992 (Demo, Eigenveröffentlichung)
- 1992: Third Dimension (Demo, Eigenveröffentlichung)
- 1993: Bed of the Ancient River (Demo, Eigenveröffentlichung)
- 1994: Promo 1994 (Demo, Eigenveröffentlichung)

als Let Me Dream
- 1995: My Dear Succubus (Album, Adipocere Records)
- 1995: The Maze (Demo, Eigenveröffentlichung)
- 1998: Medley Rain (EP, Succubus Records)
- 1999: Greyscales (Album, Nocturnal Music)
- 1999: The Maze (EP, Nocturnal Music)
- 2002: Soulshine (Single, Succubus Records)
- 2004: Soulshine (Album, Succubus Records)